# Research Assessment Exercise
Le Research Assessment Exercise (RAE) était un cycle d'évaluation des activités de recherche de l'ensemble des départements des universités du Royaume-Uni. Il a été remplacé par le Research Excellence Framework (REF) dont le premier cycle s'est tenu en 2014. 
Il est organisé tous les quatre ou cinq ans par les quatre agences publiques de financement de l'enseignement supérieur (HEFCE, SHEFC, HEFCW, DELNI) pour évaluer la qualité des recherches menées dans chaque unité.
Les résultats de cet exercice d'évaluation, exprimés dans une échelle de quatre points, déterminent le volume des fonds publics distribués à l'établissement l'année suivante.
Les exercices précédents ont été effectués en 1986, 1989, 1992, 1996, 2001 et 2008.
Plusieurs palmarès d'origine médiatique ont classé les universités et leurs départements sur la base des résultats du RAE.